# Уайзмен (Аляска)
Уайзмен (англ. Wiseman) — статистически обособленная местность в зоне переписи населения Юкон-Коюкук, штат Аляска, США.
В 1930—1931 году известный американский лесничий, исследователь и общественный деятель Боб Маршалл прожил 15 месяцев на почтовой станции Уайзмена. Основной его работой было исследование хребта Брукс и произрастающих там лесов, но жизнь и проблемы людей из Уайзмена его также интересовали. Позже он её описывал как «самую счастливую из всех цивилизаций, о которых я знаю». Маршалл подружился со многими местными жителями и записал в подробностях тысячи часов разговоров с ними. Некоторых из них (в основном холостых мужчин) он даже убедил пройти тест умственных способностей. Маршалл проводил статистические исследования всех сторон жизни жителей Уайзмена: от уровня доходов и экономического положения до диеты и даже сексуальных привычек. По итогам этого исследования и своей предыдущей поездки на Аляску Боб Маршалл написал книгу «Арктическая деревня» (англ. Arctic Village) — социологическое исследование жизни людей, живущих среди дикой природы. И хотя Маршалл не был профессиональным социологом, эта книга вышла в свет в 1933 году и стала бестселлером. Своими гонорарами за неё книгу Маршалл поделился с жителями Уайзмена.

## География
По данным Бюро переписи населения США площадь населённого пункта составляет 202,4 км², из них суша составляет 202,3 км², а водные поверхности — 0,1 км². Расположен вдоль реки Мидл-Форк-Коюкук, в районе хребта Брукса.

## Население
По данным переписи 2000 года население статистически обособленной местности составляло 21 человек. Расовый состав: коренные американцы — 19 %; белые — 81 %. Доля лиц в возрасте младше 18 лет — 40 %; лиц старше 65 лет — 0 %. Средний возраст населения — 34 года. На каждые 100 женщин приходится 130 мужчин; на каждые 100 женщин в возрасте старше 18 лет — 160 мужчин.
Из 7 домашних хозяйств в 60 % — воспитывали детей в возрасте до 18 лет, 60 % представляли собой совместно проживающие супружеские пары, 0 % — женщины без мужей, 40 % не имели семьи. 40 % от общего числа хозяйств на момент переписи жили самостоятельно, при этом 0 % составили одинокие пожилые люди в возрасте 65 лет и старше. В среднем домашнее хозяйство ведут 3,0 человек, а средний размер семьи — 4,5 человек.
Средний доход на совместное хозяйство — $23 750; средний доход на семью — $24 583.

## Транспорт
Деревня находится всего в 5 км от шоссе Далтона, однако была соединена с этой дорогой только в начале 1990-х годов.